# Selskabsform
En selskabsform eller en virksomhedsform er forskellige måder at organisere sig på, når man vil drive virksomhed. De forskellige selskabsformer har forskellige regler, for eksempel om kapitalkrav, omsættelighed og hæftelse.
Der skelnes mellem virksomhedsformer og selskabsformer. Den førstnævnte form dækker over personligt ejede virksomheder, som enkeltmandsvirksomheder, der kun har én ejer, eller interessentskaber, som har flere ejere. Ejerne af en personligt ejet virksomhed hæfter personligt, og ved en evt. konkurs vil der kunne gøres udlæg i hele ejerenes formue. I et interessentskab hæfter alle ejerne solidarisk, hvilket betyder at kreditorerne kan hente hele deres tilgodehavende hos kun én af ejerne, hvis kun denne er i stand til at betale det tilgodehavende beløb.
Et selskab er derimod en selvstændig juridisk enhed, og kreditorerne kan, som udgangspunkt, kun gøre udlæg i indskudskapitalen. Der er altså ingen personlig hæftelse for ejerne, medmindre disse har stillet garanti for selskabet.

## Virksomhedsformer
- Enkeltmandsvirksomhed
- Interessentskab (I/S)

## Selskabsformer
- Aktieselskab (A/S)
- Anpartsselskab (ApS)
- Iværksætterselskab (IVS)
- Andelsselskab
- Selskab med begrænset ansvar (s.m.b.a.)
- Andelsselskab med begrænset ansvar (a.m.b.a.)
- Foreninger med begrænset ansvar (f.m.b.a.).
- Kommanditselskab (K/S)
- Partnerselskab (P/S)
- Partsrederi
- Gensidigt selskab (G/S)
- Selvejende
- Selvejende Institution (S/I)
- Selvstændig offentlig virksomhed (SOV)